# Lycos
Lycos – wyszukiwarka internetowa opracowana przez firmę Lycos, Inc. z Waltham, stan Maryland. W 2000 r. Lycos połączył się z Terra Networks, czołowym dostawcą usług internetowych dla hiszpańskiego i portugalskiego obszaru językowego, tworząc firmę Terra Networks.
Na początku 2004 r. firma zrestrukturyzowała się, rozwijając portal do postaci obszernej wspólnoty online, natomiast oddział Lycos w USA został sprzedany w październiku firmie Daum Communications Corporation.